# Pholidorhynchodon malzannii
Pholidorhynchodon malzannii è un pesce osseo estinto, appartenente ai folidoforiformi. Visse nel Triassico superiore (Norico, circa 215 - 212 milioni di anni fa) e i suoi resti fossili sono stati ritrovati in Italia.

## Descrizione
Questo pesce era di piccole dimensioni e solitamente non superava i 10 centimetri di lunghezza. Il corpo, relativamente compatto ma snello, era simile a quello di una sardina. Il corpo era ricoperto da scaglie allungate e parzialmente sovrapposte; quelle anteriori erano prive di ganoina, mentre le restanti ne erano ricoperte di un sottile strato. Il rostro era munito di denti, mentre le ossa nasali erano dotate di una grande narice posteriore aperta. Il preopercolo era dotato di un lobo frontale ben sviluppato, ed erano presenti numerosi pori sensori piuttosto piccoli. 

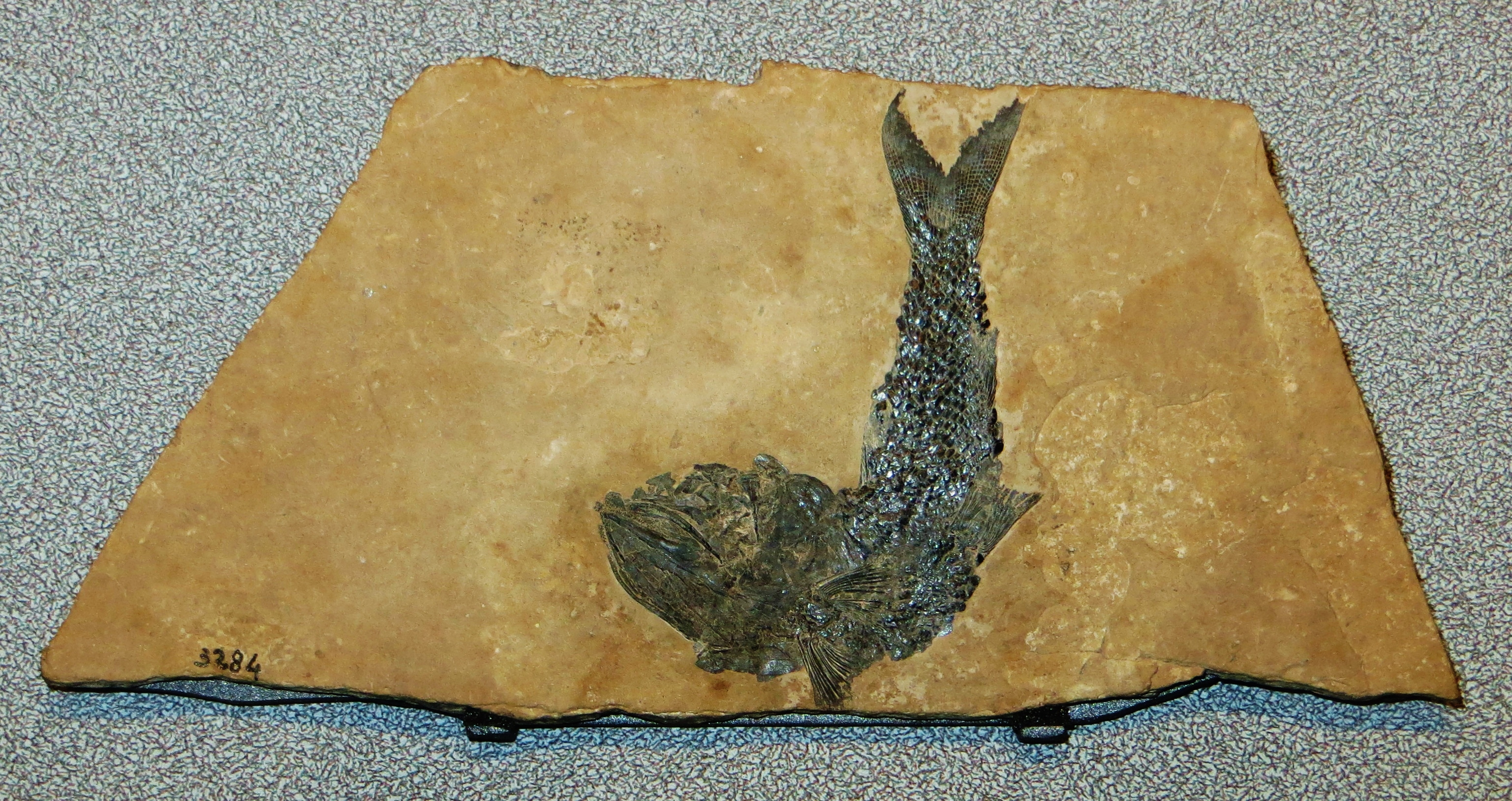
Fossile di Pholidorhynchodon malzannii proveniente da Cene

Numerose altre caratteristiche, comprendenti le ossa del dermascheletro, la posizione delle pinne e la morfologia della colonna vertebrale, sono pressoché indistinguibili da quelle di altri folidoformiformi ritrovati negli stessi luoghi, come Pholidophorus, Pholidoctenus e Parapholidophorus.
Pholidorhynchodon si distingue da tutti i folidoforiformi per il rostro munito di denti robusti; Parapholidophorus e Pholidoctenus, inoltre, posseggono mascelle più corte. 

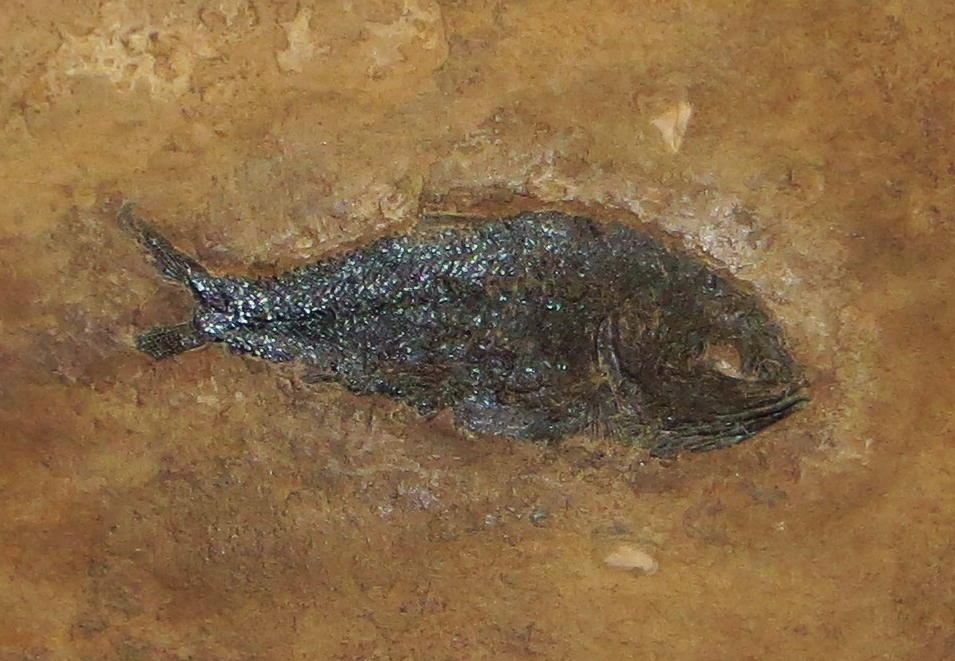
Fossile di Pholidorhynchodon malzannii proveniente da Cene

## Classificazione
Pholidorhynchodon malzannii venne descritto per la prima volta nel 1980, sulla base di numerosi esemplari fossili ben conservati ritrovati nella zona di Cene (provincia di Bergamo, Italia) e risalenti alla fine del Triassico superiore (Norico). I fossili di questi pesci, insieme a quelli di altri simili (Pholidoctenus e Parapholidophorus) ritrovati nello stesso giacimento, sono stati attribuiti ai folidoforiformi, un gruppo di pesci ossei considerati molto vicini all’origine dei teleostei. Pholidorhynchodon, in particolare, sembrerebbe essere dotato di caratteristiche arcaiche (rostro munito di denti, pori sensori piccoli e numerosi) e derivate (mancanza del rivestimento di ganoina sulle scaglie anteriori del corpo e sostituzione di alcuni tubuli con pit-lines).